# Shizuya Wazarai
Shizuya Wazarai (技来静也?, Wazarai Shizuya; 31 dicembre 1969) è un fumettista giapponese.

## Biografia
Shizuya Wazarai, nato in data 31 dicembre 1969, debutta nel mondo del fumetto a livello professionale nel 1995 pubblicando sulle pagine della rivista Young Animal la serie Burasu nakkuru (ブラス・ナックル), conclusa nel 1996 e raccolta in 3 volumi tankōbon. L'anno successivo, presenta al pubblico la serie che gli concederà una fama a livello internazionale: Cestus (拳闘暗黒伝セスタス) verrà serializzato nuovamente sulle pagine di Young Animal dal 28 novembre 1997 al 13 marzo 2009 per poi essere raccolto in 15 volumi tankōbon. Questa fortunata serie sulle gesta del giovane pugilatore romano avrà inoltre un seguito: dal 2010, infatti, Wazarai è impegnato sulla serializzazione di Cestus II Serie (拳奴死闘伝セスタス), tuttora in corso di pubblicazione e raccolto in 9 volumi tankōbon.
Wazarai è amico dei mangaka Kentarō Miura e Kōji Mori, conosciuti nei tempi delle scuole superiori. Inoltre, Wazarai è stato assistente di Miura: lo stile dell'autore di Berserk, a livello grafico e parzialmente tematico, saprà influenzare profondamente la poetica dell'autore di Cestus nella creazione della storia e nella composizione delle tavole.

## Opere
- Blaster Knuckle (ブラス・ナックル) (1995-1996)
- Cestus (拳闘暗黒伝セスタス) (1997-2009)
- Cestus II Serie (拳奴死闘伝セスタス) (2010-)

| Controllo di autorità | VIAF (EN) 260815340 · ISNI (EN) 0000 0003 8147 0671 · NDL (EN, JA) 00402988 |